# Убийство в Саншайн-Менор
«Убийство в Саншайн-Менор» — украинский художественный фильм 1992 года. Фильм снят по роману польского писателя Мацея Сломчинского под псевдонимом Джо Алекс «Я третий нанесла удар» (Powiem wam jak zginął).

## Сюжет
Учёный Ян Драммонд сделал открытие, за которым начали охоту агенты спецслужб двух великих держав. Однажды учёного находят мёртвым в поместье Саншайн-Менор. Бен Паркер, инспектор английской полиции, начинает расследование. Вначале он вынужден подозревать всех, кто были в тот день рядом с учёным…

## В ролях
- Борис Хмельницкий — Джо Алекс
- Борис Невзоров — профессор Ян Драммонд
- Ольга Кабо — Сара Драммонд
- Николай Караченцов — Гарольд Спарроу
- Лариса Удовиченко — хирург Лючия Спарроу
- Александр Филиппенко — инспектор полиции Бен Паркер
- Лев Дуров — садовник Малахия
- Рафаэль Котанджян — Роберт Гастингс
- Владимир Шевельков — Филипп Девис

## Съёмочная группа
- Борис Небиеридзе — режиссёр
- Андрей Рожин — продюсер
- Борис Небиеридзе, Геннадий Черкашин — сценаристы
- Игорь Примисский — оператор
- Евгений Дога — композитор
- Татьяна Филатова — художник

## Производство
Крымская киностудия «Ялтафильм»